# Beroldo (fregata)
La Beroldo è stata una fregata a vela della Marina del Regno di Sardegna, rimasta in servizio tra il 1828 e il 1861.

## Storia
Con Regio Viglietto del 22 dicembre 1824 venne approvato un programma di ampliamento della Marina del Regno di Sardegna che verteva sulla costruzione, nel periodo tra il 1825 e il 1829, di due fregate di primo ordine da 62 cannoni, di due fregate da 44 cannoni e di due corvette o brick, che al bisogno potessero essere armati a bombarda. Questo programma di costruzioni, fortemente voluto dal comandante della marina ammiraglio Giorgio Des Geneys, comportava un considerevole sforzo finanziario per le casse del Regno, ma una volta terminato avrebbe raddoppiato la forza della piccola Marina sarda. Data la limitata capacità produttiva Cantiere della Foce di Genova, unita alla scarsità di legname adatto, il programma navale fu ripartito in due gruppi, il primo costituito dalle due fregate da 44, la Beroldo e la Haute Combe, e dalla prima corvetta da 20 cannoni, la Euridice, mentre il secondo comprendeva le due fregate di primo rango, Carlo Felice e Regina, progettate dal signor De Lève, e la seconda corvetta, la Aurora. I nomi delle unità furono sottoposti dal comandante della marina all'approvazione del sovrano, Carlo Felice di Savoia.
La fregata Beroldo fu costruita nei cantieri genovesi della Foce su progetto di Giacomo Biga e l'unità fu varata il 5 novembre 1827. Lo scafo era in legno, con la carena ricoperta di rame; l'unità aveva tre alberi a vele quadre e bompresso (armamento velico a nave) ed era armata con 48 bocche da fuoco, tutte a canna liscia (24 cannoni ad avancarica da 24 libbre, quattro da 60 libbre e venti carronate da 80 libbre).
Nell'ambito della campagna antipirateria intrapresa dal Regno di Sardegna nel 1828, i consoli a Tunisi, Tripoli, Alessandria d'Egitto e in Siria già nella primavera di quell'anno sollecitarono l'invio nel Levante di una squadra navale per “mostrare la bandiera”: la presenza delle navi da guerra avrebbe confermato, sia in Patria che all'estero, la volontà del governo sabaudo di proteggere il proprio traffico commerciale in un contesto di assoluta neutralità rispetto ai belligeranti. Il re Carlo Felice di Savoia autorizzò l'ammiraglio Des Geneys ad organizzare una crociera operativa da effettuarsi con una divisione, affidata al comando di Luigi Ottavio Serra, composta dall'appena ultimata fregata Beroldo, dalla corvetta Aurora e dal brigantino Zeffiro. Dopo aver toccato i porti delle Reggenze barbaresche e del vicereame d'Egitto, le navi avrebbero dovuto raggiungere Smirne e Tenedos. La divisione sabauda salpò da Genova il 1° luglio, rimase a Tunisi dieci giorni, raggiunse quindi Tripoli e poi, il 10 agosto, gettò l'ancora ad Alessandria d'Egitto dove erano alla fonda 14 mercantili sabaudi. I capitani delle navi mercantili chiesero di essere scortati fino a Costantinopoli ma Serra rifiutò, perché alcuni di loro avrebbero dovuto trasportare a Costantinopoli del salnitro, un materiale bellico, per conto del governo ottomano. Scortare le navi avrebbe rappresentato una violazione della neutralità e quindi i capitani, per ricevere la scorta, dovevano rinunciare al carico, ma solo pochi lo fecero.  La divisione salpò per Beirut dove, su richiesta del viceconsole, Serra distaccò lo Zeffiro per portare a Sour il proconsole sardo destinato a quella sede. Da Beirut il Beroldo e l'Aurora fecero rotta per Smirne, riunendosi allo Zeffiro lungo il percorso. A Smirne l'ammiraglio mandò l'Aurora e lo Zeffiro a Tenedos per prelevare l'ambasciatore Gropallo e la sua famiglia. L'ambasciatore sarebbe sbarcato a Smirne per visitare alcune località di interesse storico e archeologico, mentre sua moglie e le figlie avrebbero fatto ritorno a Genova a bordo del Beroldo. L'Aurora  e lo Zeffiro ritornarono a Smirne il 24 ottobre e la divisione navale al completo partì il penultimo giorno del mese. Il 5 novembre il Beroldo e l''Aurora gettarono l'ancora nel golfo di La Spezia dove vennero raggiunte dallo Zeffiro. La Beroldo successivamente arrivò a Genova il 25 novembre. Verso la fine del 1843 la Beroldo, al comando del capitano di vascello Giovanni Battista Millelire si trovava sulle coste di Algeri quando scoppiò un incendio nei magazzini francesi sulla costa, e il comandante intervenne coi suoi marinai per salvarli.
Aggregata alla squadra del contrammiraglio Giuseppe Albini, che operò in Adriatico nel corso della prima guerra d'indipendenza, la Beroldo salpò dalle basi liguri il 26 aprile 1848, insieme alle fregate San Michele, nave ammiraglia di Albini, e Des Geneys, al brigantino Daino ed alla goletta Staffetta (un secondo scaglione, composto dalle corvette Aquila ed Aurora e dalle pirocorvette Tripoli e Malfatano, partì qualche giorno più tardi). Si trattò della prima occasione in cui navi sarde issarono la bandiera tricolore poi destinata diventare quella italiana. Dopo aver circumnavigato la penisola italiana con tempo sfavorevole ed aver fatto tappa ad Ancona il 20 maggio, la squadra sarda giunse a Venezia il 22 maggio 1848, aggiungendosi ad un'altra formazione navale del Regno delle Due Sicilie, già giunta nella città veneta, e ad una piccola flottiglia veneta: le tre squadre unite erano più potenti di quella austroungarica e questo destò grande entusiasmo, unitamente al fatto che il contrammiraglio Albini aveva ricevuto ordine di attaccare e distruggere eventuali navi nemiche. Ad assumere il comando congiunto delle operazioni fu lo stesso Albini.
Lo stesso 22 maggio 1848 la squadra sardo-veneto-napoletana avvistò al largo di Sacca di Piave una divisione austroungarica di minore forza. Essendo venuto meno il vento, Albini, disponendo solo di navi a vela, convinse il commodoro Raffaele De Cosa, comandante la squadra borbonica, per non perdere la superiorità numerica, a far prendere a rimorchio le unità piemontesi dalle pirofregate borboniche, ma il tutto venne eseguito in maniera talmente confusa che quattro piroscafi austroungarici fecero in tempo a raggiungere le navi della propria divisione ed a rimorchiarle sino a Muggia, le cui batterie costiere avevano a quel punto impedito ogni intervento della squadra sardo-napoletana. A quel punto la Des Geneys e le altre navi sarde si misero alla fonda nella laguna di Sacca di Piave.
Dal 7 giugno al 14 agosto la fregata, insieme alle altre navi sardo-piemontesi e ad alcune unità venete (la squadra borbonica era già stata fatta rientrare per via delle rivolte scoppiate in Sicilia), stazionò al largo di Trieste nell'ambito del blocco navale imposto alla città, importante porto civile e militare austro-ungarico. Tale blocco rimase però sulla carta, dato che la squadra sardo-veneta, giunta davanti a Trieste già il 23 maggio, aveva ricevuto diversi consoli delle nazioni della Confederazione tedesca, i quali affermarono che qualunque atto di guerra contro Trieste sarebbe stato considerato anche contro i loro stati. La squadra italiana rimase pertanto inattiva, e non reagì nemmeno quando, il 6 giugno, la San Michele venne colpita di rimbalzo da una palla sparata per provocazione da una fregata austroungarica. Nonostante la formale proclamazione del blocco, avvenuta l'11 giugno, diverse navi nemiche con carichi militari riuscirono ad entrare ed uscire da Trieste senza incontrare ostacoli. Le navi sarde rientrarono a Venezia in agosto e ricevettero l'ordine di ritrasportare in Piemonte via mare il corpo di spedizione sardo-piemontese del generale La Marmora, costituito da circa 2.000 uomini. In agosto si recò a bordo della Des Geneys ormeggiata ad Ancona, tra l'altro, il poeta e patriota Goffredo Mameli, figlio di Giorgio, comandante della nave, che cercò inutilmente di convincere il genitore a disubbidire agli ordini ed attaccare la flotta austroungarica”. Tornate ad Ancona il 9 settembre, negli ultimi giorni di ottobre le navi effettuarono una breve puntata su Venezia, per poi tornare rapidamente nel porto marchigiano. Il 22 dicembre 1848, in seguito all'armistizio tra Regno di Sardegna ed Impero austro-ungarico, la Beroldo (come le altre navi) fece ritorno ad Ancona, dove rimase fino all'aprile del 1849. Nel 1855-1856, nel corso della guerra di Crimea, la Des Geneys fece parte della Divisione Navale sarda inviata in Crimea (forte complessivamente di 23 navi di vario tipo, 126 pezzi d’artiglieria e 2574 uomini) e partecipò alle operazioni di tale conflitto.
Poco prima dello scoppio della seconda guerra d'indipendenza italiana la fregata Des Geneys, trasformata in nave da trasporto, venne mandata in Svezia per acquistare catrame, cannoni ed altra attrezzatura bellica, mentre la Beroldo, anch'essa convertita in nave da trasporto, in Inghilterra con lo stesso scopo.
Successivamente trasformata in nave da trasporto, tra il 1857 e il 1858 effettuò una campagna di navigazione oceanica durante la quale fu investita da una violenta tempesta mentre navigava nel canale di Mozambico. In questa occasione il tenente di vascello Augusto Albini fu decorato con una medaglia d'argento al valor militare per aver salvato tre uomini caduti in mare.
La Beroldo rimase in servizio fino al 1861.